# Stazione di Rende
Stazione di Rende vasútállomás Olaszországban, Rende településen.

## Vasútvonalak
Az állomást az alábbi vasútvonalak érintik:
- Paola-Cosenza-vasútvonal

## Kapcsolódó állomások
A vasútállomáshoz az alábbi állomások vannak a legközelebb:
- Stazione di San Fili
- Stazione di Castiglione Cosentino